# Charbonnage de Waterschei

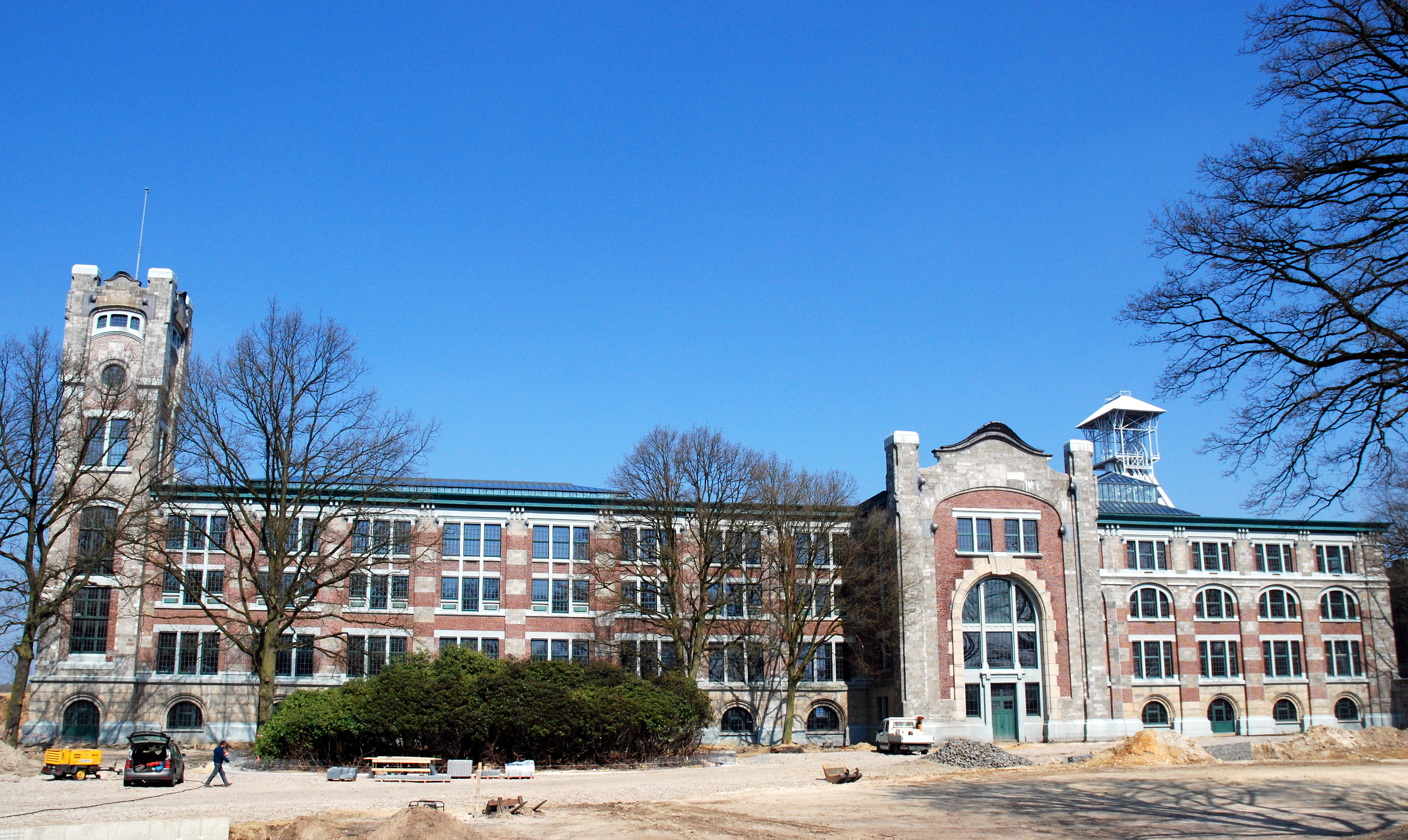
Vue du charbonnage

Le Charbonnage de Waterschei est l'un des sept centres miniers du bassin charbonnier campinois. La concession pour l'exploitation du charbon fut accordée le 1er août 1906, sous le nom André Dumont-sous-Asch, cette concession possède une superficie de 2950 hectares, étendue à 3080 hectares en 1912. Le capital de la société d'exploitation, la Société anonyme André Dumont-sous-Asch, plus tard réduite à Charbonnages André Dumont, est principalement entre les mains des entreprises belges et des industriels aisés. Le creusement des puits fut particulièrement difficile et dangereux en raison du caractère marécageux du sol. Ce n'est qu'en 1921 que la première veine exploitable fut atteinte, à une profondeur de 658 mètres, et exploitée de 1924 à 1987.  L'exploitation est assurée par le puits no 1 (1 208 m) et le puits no 2 (1 088 m). Ces profondeurs entraîneront de nombreux problèmes d'aérage.
Le charbon fut extrait pour la première fois en 1924, à des niveaux de 560, 647, 700, 807, 920, 980 et 1 040 mètres de profondeur. En 1949, la mine emploie 6 834 mineurs. L'année-record en termes de production fut de 1 490 700 tonnes en 1968. La production totale s'éleva à 72 453 000 tonnes. 
La mine fut fermée le 10 septembre 1987.

## Histoire
La mine de Waterschei est liée à la figure d'André Dumont, qui est l'un des pionniers de l'histoire industrielle locale.
Les ingénieurs des mines optèrent pour un fonçage prudent et progressif de la mine qui se déroula en trois étapes : un premier cuvelage à 380 mètres, avant l'injection de ciment et un second cuvelage de 466 mètres de la couche formée par le Carbonifère à celle rencontrée à 560 mètres de profondeur. Le puits atteint une profondeur de 1 208 mètres, 1 088 mètres pour le second puits, un record pour le bassin houiller de Campine.
Les patrons considèrent pendant un temps que le gisement se prolongeait à l'est de la concession, et ils songèrent à y établir un nouveau puits d'extraction.  Mais la crise du charbon de 1958 les força à suspendre leur projet.
De nombreuses fissures et affaissements se formaient au fond des mines, à 170 mètres des veines de charbon, ce qui favorisait l'infiltration d'eau et de grisou. C'est aussi la raison pour laquelle cette mine comptait sept niveaux. Du fait que l'implantation de la mine se trouvait complètement à l'ouest, l'on dut établir une liaison avec le charbonnage d'Eisden, afin de pouvoir aérer suffisamment les galeries.

## Catastrophe de 1929
Le 30 mars 1929, un coup de grisou tua 24 mineurs et plusieurs autres furent grièvement blessés. La détonation survint dans une galerie aux rochers. Ils essayèrent d'éteindre l'incendie en fermant hermétiquement le puits. L'incendie fut difficile à éteindre et le lendemain, une nouvelle explosion tua trois sauveteurs. Cette catastrophe, la pire dans le bassin houiller campinois, donna à cette mine une mauvaise réputation.
En 1983, les statistiques pour l'année du charbonnage de Waterschei indiquent qu'il y eut 851 blessés, dû à des effondrements et à des chutes de pierres, 102 blessés dans les transports souterrains, 262 accidents causés par des machines ou des outils et quatre par l'électricité. Cette année-là, 3600 personnes travaillaient à la mine, dont 2800 mineurs.

## Vestiges
Les prairies avoisinantes furent des endroits idéaux pour la construction des habitations du personnel des charbonnages. Des cités-jardins virent ainsi le jour. Leur construction fut interrompue par la Première Guerre mondiale, mais elle reprit en 1925. Comme à Winterslag, ces cités furent construites selon le modèle britannique. Directement après la Seconde Guerre mondiale, une autre cité-jardin fut construite, essentiellement pour héberger les ouvriers issus de l'immigration. 
À partir des années 1960, l'exploitation des charbonnages commença à fortement décliner. La mine de Waterschei ferma ses portes en septembre 1987. Les anciens terrains des charbonnages furent transformés afin de devenir des parcs industriels. Le charbonnage de Waterschei fut classé monument historique en 1993 et restauré. Et l'ancien terril fut aménagé en réserve naturelle, propice aux promenades et à la découverte de la nature. En 1999, il fut classé comme « paysage protégé ».

## Patrimoine
Une manifestation d'art contemporain s'est tenue sur le site du charbonnage lors de l'été 2012.
Le bâtiment principal a été conservé, et présente des machines et des outils qui furent utilisés dans les mines du Limbourg. Il complète le Musée flamand de la mine, situé à Beringen.

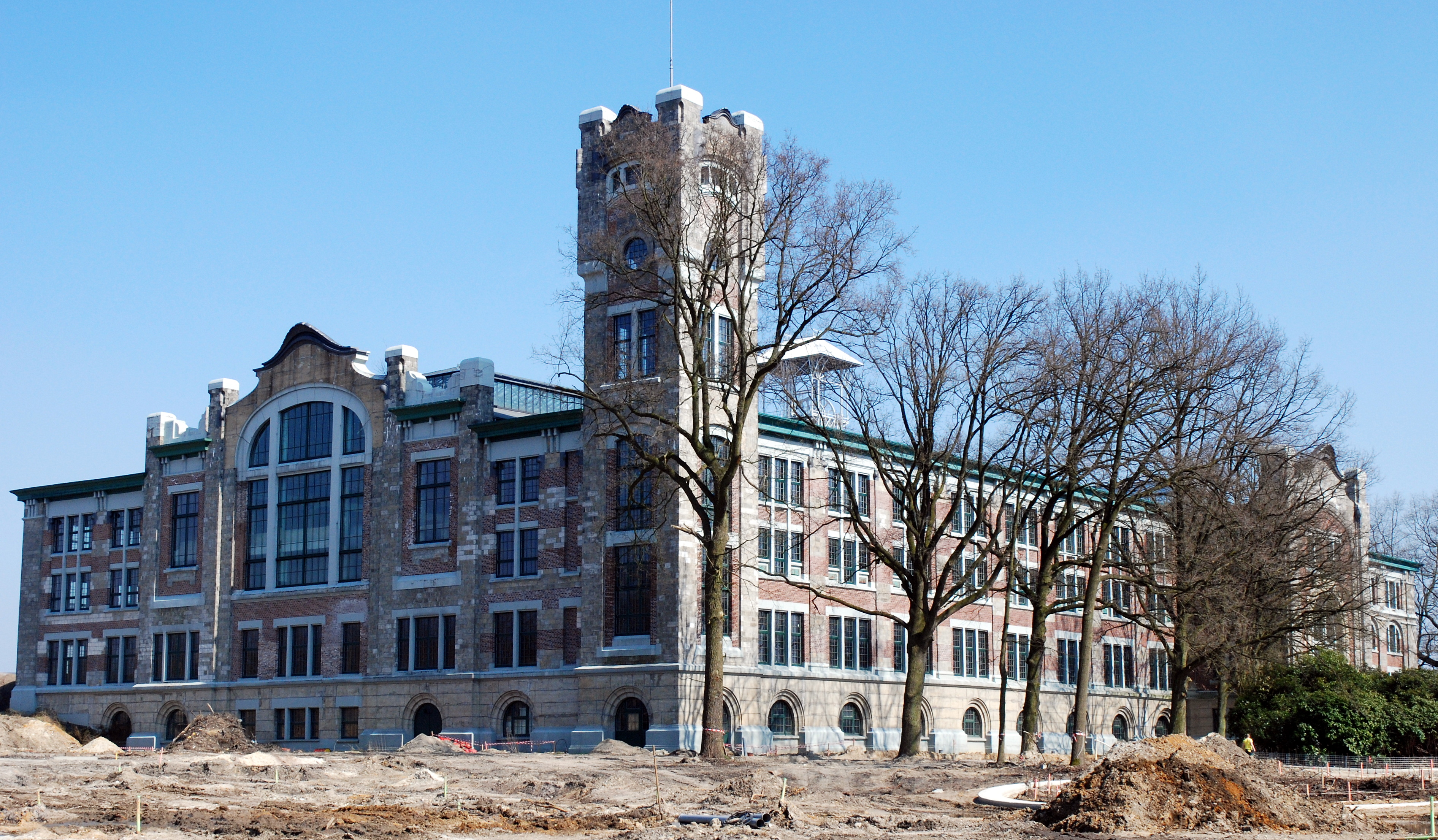
Vue des bâtiments.
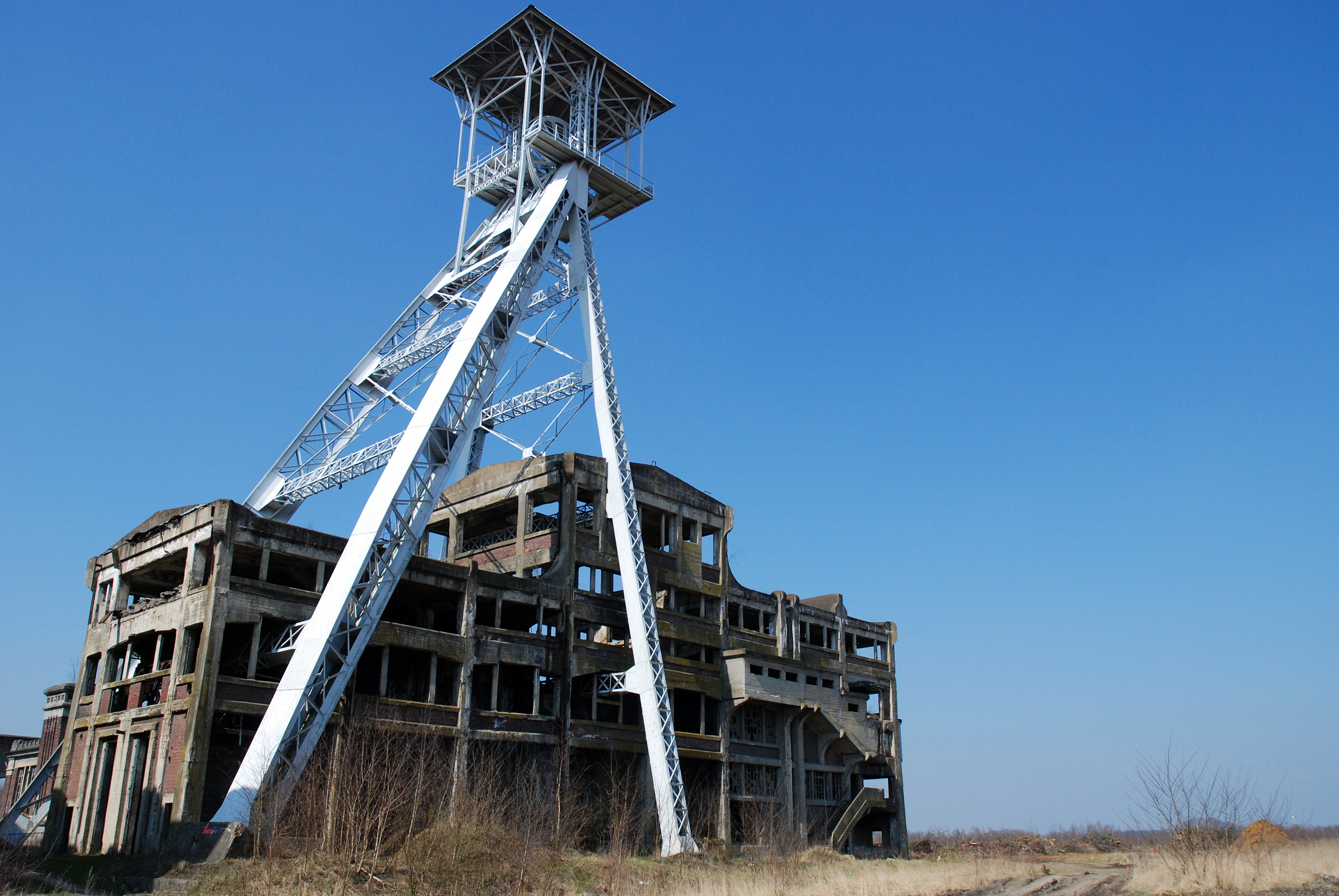
Le chevalement.
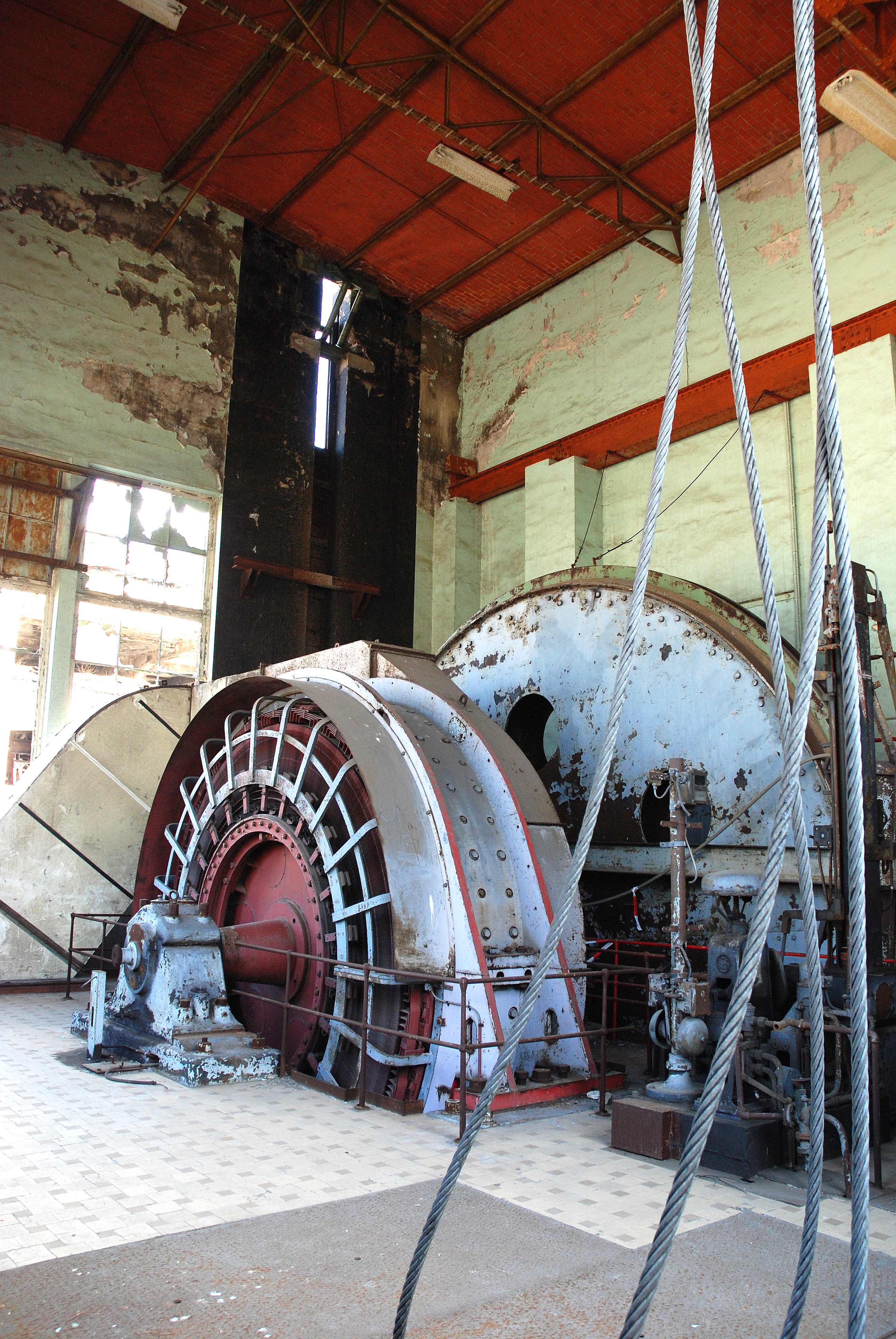
La machine d'extraction
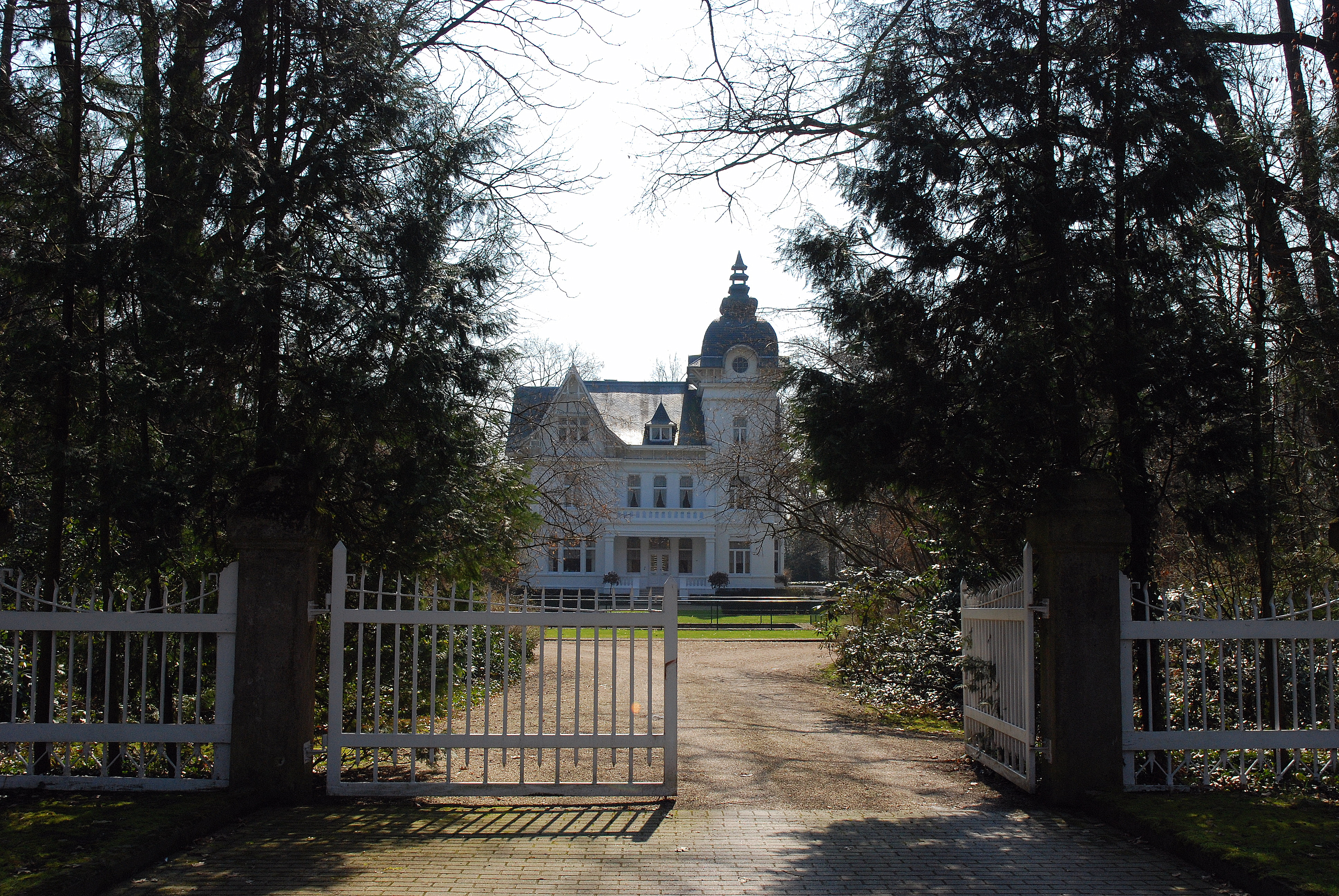
Le logement de fonction du directeur.
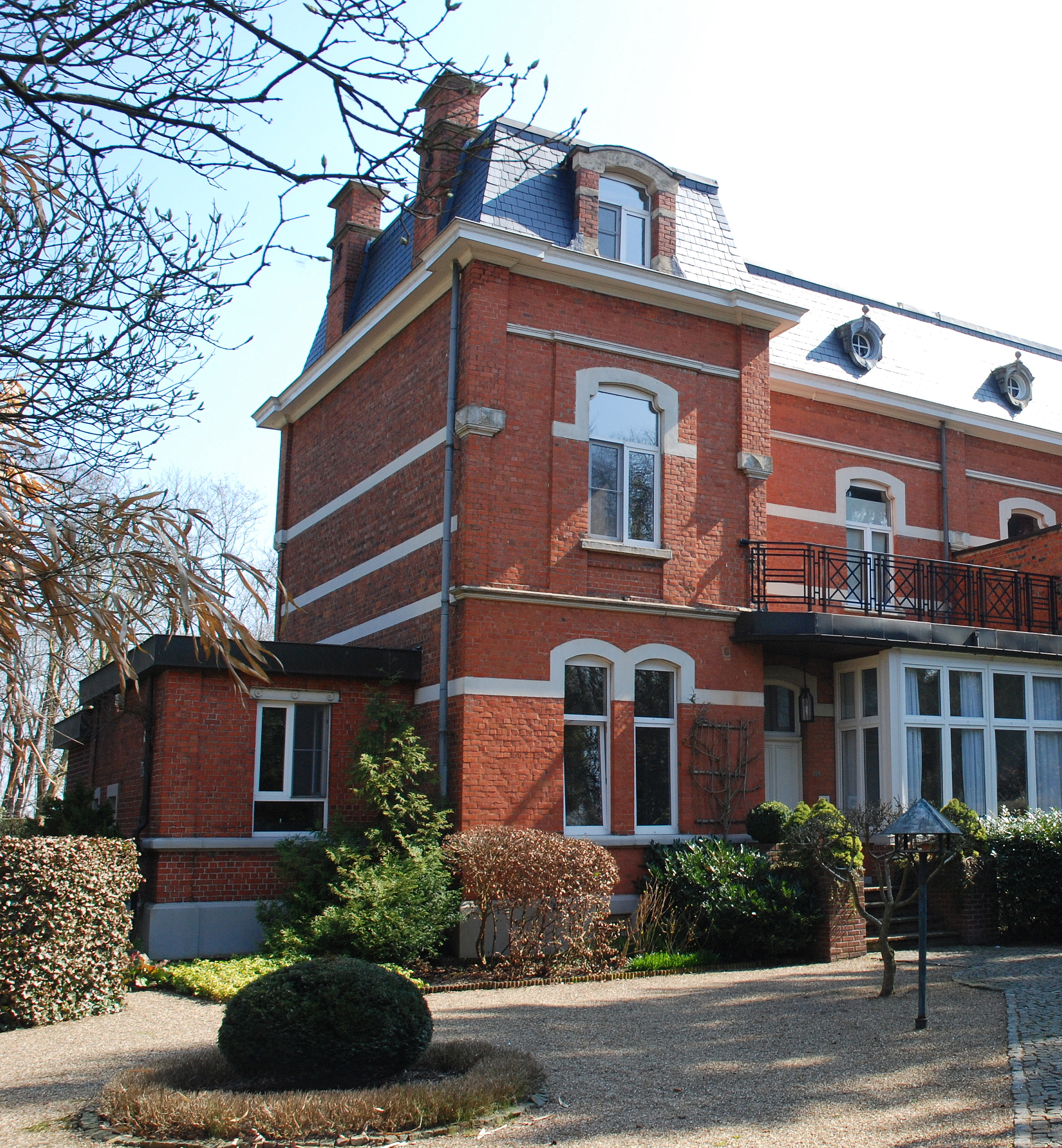
Le logement de fonction de l’ingénieur.